# زبرلو
زبرلو هي قرية في مقاطعة شبستر، إيران. عدد سكان هذه القرية هو 74 في سنة 2006.